# Millennium (serie de televisión)
Millennium es una serie de televisión de suspense producida por Chris Carter (el creador de The X-Files) y ambientada en la época cercana al inicio del "nuevo milenio" (comenzado el 1 de enero de 2001). Constó de tres temporadas, se estrenó en 1996 y se canceló en 1999.
Grabada en Vancouver, Columbia Británica, Canadá; nos presenta al actor Lance Henriksen en el papel del exagente del FBI Frank Black, el cual tiene la habilidad de «ponerse en la piel de los asesinos en serie» y ver el mundo desde la perspectiva de psicópatas y otros delincuentes, aunque no es un psíquico. El personaje de Frank Black guarda similitudes llamativas con el agente del FBI en la vida real John E. Douglas. En la segunda temporada aparece la colaboración de la actriz Kristen Cloke que encarna a la psicóloga Lara Means.
Millennium es oscura, fría y melancólica, psicologicamente perturbadora, su enfoque sobre las patologías de la mente humana y la sonada la lucha entre el bien y el mal, lograron un impacto muy fuerte en la televisión de la época.
Lo anterior más una delicada mezcla con temas tales como el conocimiento prohibido o las sectas ocultistas, llevaron a la serie a causar mucha polémica, en especial con los padres de familia, psicólogos y defensores de los televidentes, que veían la serie como un peligro.
Los casos de horribles asesinatos, los temas prohibidos y la aparición de demonios y seres ocultos también fueron un toque de polémica entre la comunidad religiosa que por ese momento nunca se habían presenciado en televisión.  
Las tres temporadas han sido editadas en DVD. Hay también dos novelas basadas en la serie: El Francés, basada en el episodio piloto, escrita por Elizabeth Hand, y Gehenna, escrita por Lewis Gannett.

## Argumento

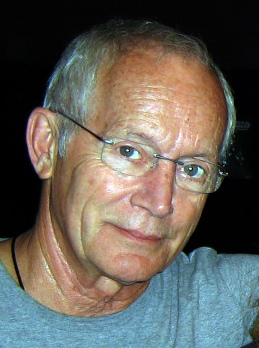
Lance Henriksen, protagonista de Millennium.

### Primera temporada (1997)
Frank Black, antiguo detective del FBI y ahora consultor del grupo Millennium, llega a la ciudad de Seattle (Estados Unidos) para iniciar una nueva vida, ya que existe un acosador que amenaza con poner en peligro a su esposa e hija. Al poco tiempo se involucra con el Departamento de Policía para resolver los homicidios provocados por un individuo que deja poemas en francés, y que es guiada por su antiguo amigo Bob Bletcher. El arma secreta de Frank Black son sus perturbadoras visiones, ya que tiene la capacidad de ver extrasensorialmente el mal. Al mismo tiempo aparece Peter Watts, un individuo ligado a una organización llamada el Grupo Millennium, que supuestamente tiene como finalidad impedir el próximo fin del mundo. El homicida finalmente es muerto, pero Frank ya se ha revelado tanto ante Bletcher como ante Millennium. 
Andando el tiempo, Frank resuelve una serie de casos de asesinos en serie, lo que confirma sus impresiones de que el mal se está apoderando del mundo. En medio de los enfrentamientos, el mal comienza también a apoderarse de la familia de Frank, ya que en un caso cualquiera Bob Bletcher es asesinado en el sótano de la propia casa de Frank. En la investigación subsiguiente aparece muy involucrada Lucy Butler, una asesina sicótica de la que Frank Black sospecha que no es realmente un ser humano, sino un demonio infiltrado en el mundo para ponerle las cosas difíciles al grupo Millennium. Frank Black pierde momentáneamente la capacidad de experimentar visiones, pero la intervención de potencias superiores (probablemente ángeles) le permiten restaurar su confianza y seguir adelante, aunque ya la casa en que vive está marcada por el mal. 
Uno de los casos más impactantes que deberá enfrentar Frank Black, a finales de temporada, son los asesinatos cometidos entre inmigrantes rusos. Frank Black descubre que éstos se vinculan al accidente del reactor nuclear de Chernóbil, y que han sido producidos por un ser humano a quienes todos los indicios y profecías apuntan como el Anticristo... 
Finalmente, el acosador que persigue a la familia de Frank se revela cuando este persigue a un asesino en serie aparentemente desconectado, secuestrando a su esposa Catherine.

### Segunda temporada (1998)
Después de algunas peripecias, Frank Black consigue enfrentarse al secuestrador de Catherine y lo elimina a sangre fría delante de su esposa. El episodio ha sido muy fuerte para ambos, por lo que de común acuerdo resuelven separarse. 
Aunque Frank continua sus investigaciones en torno a asesinos en serie, ahora con la asistencia de Lara Means (una psicóloga con la capacidad de visualizar ángeles), comienzan a aparecer ciertos aspectos escondidos del Grupo Millennium, en tanto que Peter Watts comienza a aparecer como un personaje con muchos dobleces. Así, Frank Black descubre que Millennium está llevando una lucha a nivel mundial para apoderarse de toda clase de reliquias sagradas que puedan servir en la inminente llegada del mal. Al mismo tiempo descubre el conflicto entre los Gallos y los Búhos, dos facciones de Millennium que tienen concepciones distintas sobre el inminente fin del mundo (unos opinan que es la llegada de las tinieblas eternas, mientras que otros se inclinan a verlo desde un punto de vista más simbólico). 
Finalmente, Frank Black descubre que Millennium está demasiado vinculado a ciertos eventos extraños debido a la aparición de un brote epidémico de Marburg en pleno Seattle. El propio Frank Black es vacunado, probablemente por instrucciones de Peter Watts, pero cuando este es confrontado por Frank para obtener una vacuna para su esposa e hija, este sólo consigue proporcionarle una. Llegado el momento, la pequeña Jordan es vacunada, mientras que la familia huye de Seattle. Los tres duermen en una cabaña, pero cuando Frank despierta, descubre que tan solo Jordan permanece; Catherine se ha ido al descubrir que también ha estado contagiada de Marburg. Lara Means, por su parte, es iniciada dentro de Millennium, pero las revelaciones que recibe la hacen perder la razón.

### Tercera temporada (1999)
Frank Black abandona Seattle y reingresa al FBI, al tiempo que trata de iniciar una nueva vida junto con su hija, después de la muerte de su esposa. Ahora Frank está enormemente resentido con Millennium, a quienes acusa de haber dejado morir a su esposa al no proporcionarles una vacuna contra el Marburg. En el FBI hace amistad con Ema Hollys, una compañera a quien inicialmente resiste, pero con la que luego resuelve una serie de casos criminales. Ahora Peter Watts inicia intentos cada vez más desesperados para reclutar definitivamente a Frank Black dentro del Grupo Millennium. Al mismo tiempo, su hija Jordan empieza a desarrollar poderes sensoriales parecidos a los de su padre, poderes que comienzan a llamar la atención del grupo Millenium y ven en Jordan como una posible candidata con habilidades muy poderosas. Posteriormente se revela que el Grupo Millennium ha descubierto la capacidad para trabajar físicamente dentro del cerebro humano para controlar o corregir enfermedades propias del cerebro. Con esto Peter Watts trata de convencer a Emma Hollys de que se incorpore al Grupo y con ello haga regresar a Millennium a Frank Black. Para convencerla, le realizan una operación a su padre, quien presentaba un estado avanzado de la enfermedad de Alzheimer. En los últimos capítulos se descubre que Peter Watts es despedido del grupo por proporcionarle información y proteger a Frank Black. Todo termina cuando Emma Hollys acepta el cargo de jefatura del FBI, despiden a Frank Black del Bureau, el Grupo Millennium asesina a Peter Watts y Frank Black huye de la ciudad junto con su hija para protegerla del grupo.

## Reparto
- Lance Henriksen - Frank Black (67 episodios)
- Megan Gallagher - Catherine Black (45 episodios)
- Terry O'Quinn - Peter Watts (41 episodios)
- Brittany Tiplady - Jordan Black (39 episodios)
- Klea Scott - Emma Hollis (22 episodios)
- Travis Riker - Unknown
- Kevin Boyle - Man in Suit

## Doblaje en España
- Xavier Fernández - Unknown
- Jordi Pons - Man in Suit

## Doblaje en México
- Roberto Mendiola - Unknown

## Fin de la serie
La cadena Fox decidió cancelar Millennium después de la tercera temporada, cuando supuestamente todos los misterios acumulados se resolverían en la cuarta temporada (la correspondiente justamente al año 2000 en que, según la serie, debía producirse la llegada final del Anticristo y el fin del mundo). 
En el seno de The X-Files hubo un episodio con Frank Black como invitado, el cuarto de la séptima temporada, coincidiendo con el año 2000 para darle un cierto final a la historia. Sin embargo, un amplio porcentaje de fanáticos no lo consideran canon de Millennium y todavía siguen a la espera del regreso de la serie o al menos de un final más explícito.